# Mgławica protoplanetarna
Mgławica protoplanetarna (ang. protoplanetary nebula - PPN) – stosunkowo krótkotrwały obiekt astronomiczny będący jednym z etapów ewolucji gwiazd, znajdujący się pomiędzy etapem AGB a mgławicą planetarną. Obiekty typu PPN emitują bardzo jasne promieniowanie podczerwone, są podobne do mgławic refleksyjnych. W cyklu rozwojowym gwiazd o średniej wielkości (1-8 M☉) jest to przedostatnia faza etapu, w którym gwiazda osiąga dużą jasność. Ze względu na krótki okres istnienia w naszej Galaktyce znamy zaledwie kilkaset takich obiektów.